# The Great Wife Hope
The Great Wife Hope, titulado La gran esperanza en Hispanoamérica y La gran esperanza esposa en España, es el tercer episodio de la vigesimoprimera temporada de la serie animada Los Simpson, emitido originalmente el 11 de octubre de 2009 en Fox y el 16 de mayo de 2010 en Hispanoamérica. El episodio fue escrito por Carolyn Omine y dirigido por Matthew Faughnan. El luchador de artes marciales mixtas Chuck Liddell fue la estrella invitada.

## Sinopsis
Marge Simpson, Sarah Wiggum, Edna Krabappel, Luann Van Houten y Bernice Hibbert salen de jugar a los bolos y se preguntan por qué no hay hombres en el callejón. Marge descubre que todos los hombres de Springfield, incluyendo a su marido, Homer, y a su hijo, Bart, están gastando su tiempo viendo la "Ultimate Punch, Kick and Choke Championship", empresa de MMA que ha ido ganando adeptos. Cuando Marge descubre a Bart comprometido en la lucha final en el patio de la escuela, convence a sus amigas para formar un grupo de protesta. El grupo de mujeres hacen piquete en el estadio del último combate, pero no logran atraer la atención. Marge entra en el recinto para denunciarlo y el promotor, Chet Englebrick, le ofrece a Marge un compromiso. Reta a Marge a un partido, y si gana, se cerrará la competición de MMA en Springfield. Marge acepta el desafío, creyendo que es para el mejoramiento de la comunidad. Su familia está horrorizada y Homer y Bart tratan de convencer a Marge para suspender la pelea. Marge, no obstante, cree que la lucha es la única manera de detener la violencia. 
Marge entonces decide entrenar por sí sola, practicando gimnasia rítmica y escribiendo palabras de paz con la cinta en su jardín trasero, algo que aparentemente no la ayuda. Homer y Carl, temiendo que Marge pudiera resultar dañada, procuran que ésta reciba nociones boxeo con Drederick Tatum, jiujitsu con Akira y lucha grecorromana con Montgomery Burns (que luchó por Yale bajo el apodo de "The New Haven Nuisance"). 
En el día de la pelea, la mayoría de la población está convencida de que Chet va a ganar y la noquea con un puñetazo. Homer salta a su rescate, pero se queda atrapado en las sillas del estadio. Bart salta al ring para continuar la pelea. Cuando Marge ve Chet hiriendo a Bart, estalla en una violenta furia combativa y lo derrota fácilmente. Marge trata de hacer un discurso acerca de cómo poner fin a la violencia, señalando que ella descubrió su propio lado oscuro en el curso de la pelea. A pesar de su sentido discurso, el público ha estado distraído viendo una pelea de borrachos en el estacionamiento. Homer y Marge abandonan el estadio con la intención de hacer el amor y el episodio termina con un desafío de Bart a Lisa para resolver su guerra entre hermanos. Mientras uno está corriendo hacia el otro, Lisa salta en el aire y la imagen se pausa y cuando la imagen vuelve a comenzar finalmente Lisa lo derrota y deja a Bart inconsciente en el ring.